# Diversion End
Diversion End – thriller produkcji polsko-amerykańsko-francuskiej w reżyserii Michała Krzywickiego wyprodukowany w 2016 roku. Zdjęcia kręcono w Warszawie i okolicach.

## Opis fabuły
Opowieść o silnej, męskiej przyjaźni drobnego złodziejaszka i policjanta, wystawionej na próbę przez jedną kobietę. Chcąc uporządkować swoje sprawy wyruszają w drogę podczas której poznają dwie niepozorne prostytutki. Zostają uwikłani w kryminalny, podziemny świat wchodząc w drogę najpotężniejszemu kryminaliście. Historia ma miejsce w Nowej Warszawie.

## Obsada
- Dagmara Brodziak – Klara
- Andres Faucher – Al
- Ida Jabłońska – Vera
- Michał Krzywicki – Oleg
- Kevin Oestenstad – Blaz
- Sylwia Madejska – Rita
- Philip Lenkowsky - Wrona
- Adam Bobik – Seba
- Sebastian Jaskółowski – sprzedawca
- Olga Miłaszewska – kelnerka
- Jonathan Axel Gomis – Johnny
- Marek Kossakowski – Brando
- Maria Ruddick – dziewczyna na wrotkach